# Xã Richland, Quận Ford, Kansas
Xã Richland (tiếng Anh: Richland Township) là một xã thuộc quận Ford, tiểu bang Kansas, Hoa Kỳ. Năm 2010, dân số của xã này là 888 người.